# Orbolc vára
Orbolc vára (horvátul: Utvrda Vrbovec) egy várrom Horvátországban, Klenovec Humski település határában.

## Fekvése
A romok Klenovec Humski falu központjától északra, a szlovén határ közvetlen közelében emelkedő 273 méteres Veliko Gradiš nevű magaslaton találhatók.

## Története
A vár a 13. században már állt, valószínűleg a tatárjárást követően épült. A Celjét Korponával összekötő utat, valamint a Sutla völgyét és átkelőhelyét őrizte. 1267-ben még nemesi előnévben szerepel a neve. 1269-ben az orbolci archdiakonátus (főesperesség) központjaként említik, tehát nemcsak uradalmi, hanem egyházi központ is volt. Ebben az időben a Szutla völgyétől Stájerországig a legjelentősebb erősségnek számított. 1397-től a Cilleiek birtoka volt. A korabeli történeti források alapján története 1267-től 1497-ig követhető nyomon. Pusztulásának oka ismeretlen, ezt követően feledésbe merült.

## A vár mai állapota
Orbolc (Vrbovec) középkori várának maradványai tulajdonképpen két közeli magaslaton, a Malo és Veliko Gradišon találhatók. A romokat 1987 és 1994 között és 2001-ben tárták fel. A feltárás során a védőfalak és az épületek csekély maradványai mellett számos cserépmaradvány, fegyverek kerültek elő. A belső vár a Veliko Gradišon, egy 273 méteres magaslaton áll. Ezt a középső vár köti össze a déli vár részével, mely a 279 méteres Malo Gradišon állt, de nyoma is alig maradt.
A 273 méter magasságú belsővár három oldalról igen meredek dombon található. Észak-déli irányú hosszúsága 30 méter, szélessége 25 méter, mellyel az egész dombtetőt elfoglalja. Megközelíteni a legkönnyebben, a várhegy déli oldala felől lehetett. A várat övező-falak igen erősek, a keleti fal 3, a nyugati fal 2,5 méter vastag. A falakon belüli épületeket, csak régészeti maradványaik alapján ismerhetjük. A feltárások során, az északi fal mentén, egy földszintjén két részre osztott lakóépületre bukkantak. A lakóépület keleti sarkának és a keleti fal belső oldalának támaszkodva, egy kisebb épület volt. A vármag déli sarkában egy öregtorony maradványai találhatók, melynek éle a legkönnyebben támadható déli oldalnak fordul. A belsővár bejárata valószínűleg a nyugati várfalban nyílhatott, amihez a legkönnyebben a déli oldalról lehetett jutni.
A belsővár déli oldala alatt található a felső-középső vár. A várnak ebből a részéből mára csak egy viszonylag nagy, félköríves védőárok maradt fenn, mely fölé a kapuval és felvonóhídjával a felső-középsővár védőfala magasodott. Az árok hosszúsága és formája, valamint a belsővár helyzete alapján a felső-középsővár alakja szabálytalan négyszög lehetett. Mivel a felső-középsővár területén nincsenek szilárd építőanyagokra utaló maradványok, feltételezhető, hogy ennek a várrésznek a falai fából készülhettek.
A vár harmadik részét a déli várrész alkotta. Noha a területén semmiféle nyoma sincs védelmi rendszernek, stratégiai elhelyezkedése miatt megállhat az a feltételezés, hogy valaha létezett ilyen. A déli várrész a 279 méteres magasságú Malo Gradiš dombon feküdt. A két várrészt egy hegynyereg választja el egymástól, melyen keresztül ma a Celje és Krapina közötti út halad át. A vár negyedik részét egy alsó-középsővárnak nevezhető erődítés alkothatta, mely a déli és az északi várrészeket köthette össze.